# 우산도

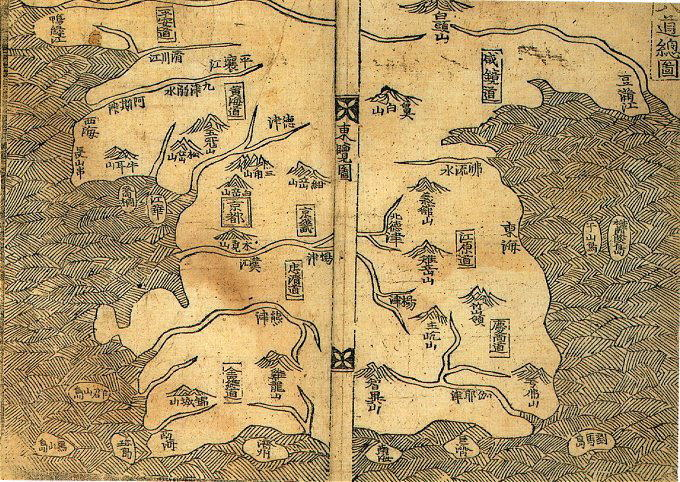
1530년의 조선의 지도

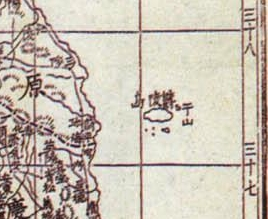
《대한전도》(1899년)

우산도(于山島)는 한국의 역사에서 주로 발견되는 이름으로, 동해에 있는 섬을 가리킨다. 이 섬의 위치에 대해선 다음과 같은 주장이 있다.
1. 우산도는 울릉도에서 동쪽으로 2km 정도 떨어진 죽도를 가리키는 말이다.
2. 우산도는 독도를 가리키는 말이다.

이 주장이 서로 대치되는 것은, 독도 분쟁에서 핵심 쟁점중 하나이기 때문이다. 대한민국은 우산도를 독도라고 주장하며 독도에 대한 권리 행사를 조선 시대부터 해왔다고 주장하고 있다. 한편 일본은 우산도가 독도란 확실히 뒷받침할 수 있는 근거는 없다고 주장하며, 우산도는 독도가 아니라 죽도이거나 울릉도의 다른 이름으로 생각된다고 주장하고 있다.

## 역사책에 나온 우산도
- 1145년 삼국사기에는 신라가 우산국(于山國)을 복속시켰다고 나와 있다.
- 1432년 세종실록지리지에는 우산국의 위치가 무릉도와 우산도로 나와 있다.
- 1451년 고려사지리지에 우산도가 언급된다.
- 1531년 신증동국여지승람에 우산도가 언급된다.
- 1711년 울릉도도형에 해장죽전(海長竹田)과 소위(所謂) 우산도가 언급된다.
- 1770년 동국문헌비고에 우산도가 언급된다.
- 1808년 만기요람에 우산도가 언급된다.
- 1899년 황성신문에 울릉도의 부속도서들 중 최저자로,  죽도와 우산도가 언급된다.
- 1908년 증보문헌비고에 우산도가 언급된다.

## 우산도 위치에 대한 일본의 주장
일본은 '우산도' 등이 오늘날의 독도에 해당한다는 것을 확실히 뒷받침할 근거는 발견할 수 없다고 주장하고 있다. 해당 근거로서 일본은 다음과 같은 걸 들고 있다.
1. 한국측이 주장 근거인 신증동국여지승람의 주석에 “우산도와 울릉도가 본래 한 섬이었다는 설도 있다”의 내용을 근거로 1도 2명（一島二名）의 가능성을 시사하는 대목을 포함하고 있다. 따라서 우산도는 울릉도의 다른 이름이다. 또한 조선의 고문헌에서는 '우산도'는 울릉도의 다른 이름으로 원래 동일한 섬을 가리키고 있다고 하는 것도 있다.
2. 우산도의 기술이 부정확하다. 우산도의 조선 기술에는 그 섬에는 다수의 사람들이 살고 큰 대나무를 생산한다는 등 독도의 실상과 맞지 않는 바가 있으며 오히려 울릉도를 설명하는데 적합하다.
3. 신증동국여지승람 에 첨부된 지도에는 울릉도와 '우산도' 가 별개의 2섬으로 기술되어 있다. 만약 한국의 주장처럼 '우산도' 가 독도를 가리키는 것이라면, 이 섬은 울릉도 동쪽의, 울릉도보다 훨씬 작은 섬으로 그려질 것이다. 그러나 이 지도에서의 '우산도'는 울릉도와 거의 같은 크기로 그려졌으며 한반도와 울릉도 사이(울릉도의 서쪽)에 위치해 있는 등 전혀 실재하지 않는 섬이다.

## 우산도 위치에 대한 자료
세종실록지리지에 다음과 같이 나와 있다. "우산(于山)과 무릉(武陵) 두 섬이 현의 정동(正東) 바다 가운데에 있다. 두 섬이 서로 거리가 멀지 아니하여 날씨가 맑으면 가히 바라볼 수 있다." 여기서 ‘무릉’이 울릉도, ‘우산’은 독도라고 한국 학자들은 말하고 있다.
[고려사]의 [지리지]에 다음과 같이 나와 있다.  "우산과 무릉은 본래 두 개의 섬으로 서로 거리가 멀지 않아 바람이 불고 청명한 날에는 바라볼 수 있다."
박세당(朴世堂)의 서계잡록(西溪雜錄) 울릉도(鬱陵島) 에 다음과 같이 나와있다.“대개 두 섬이 그다지 멀지 않아 한번 큰 바람이 불면 닿을 수 있는 정도다. 우산도는 지세가 낮아, 날씨가 매우 맑지 않거나 최고 정상에 오르지 않으면 보이지 않는다"